# Balkány
Balkány é uma cidade da Hungria, situada no condado de Szabolcs-Szatmár-Bereg. Tem 90 km² de área e sua população em 2019 foi estimada em 6.238 habitantes.